# Clathria flabellata
Clathria flabellata är en svampdjursart som först beskrevs av Topsent 1916.  Clathria flabellata ingår i släktet Clathria och familjen Microcionidae. Inga underarter finns listade i Catalogue of Life.